# 霍氏雅鹛
霍氏雅鹛（学名：Malacocincla sepiaria），是画眉科的一种，分布于文莱、泰国、印度尼西亚和马来西亚。该物种的保护状况被评为无危。
霍氏雅鹛的平均体重约为25.5克。栖息地包括亚热带或热带的湿润低地林、亚热带或热带严重退化的前森林、亚热带或热带的湿润山地林和河流、溪流。